# Tiepelen

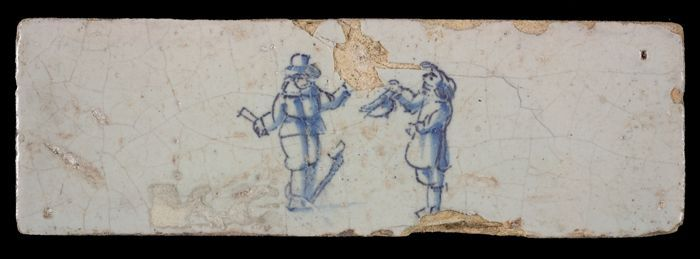
Tiepelende kinderen op een 17e-eeuwse tegel

Tiepelen (ook pinkelen, katrikken, pierewietsen, pappelellen of klinkaard spelen) is een kinderspel waarbij twee groepen tegen elkaar spelen.
Bij het spel wordt de ene partij een korte stok (het stokje of de tiepel) weggeslagen met een lange. Dit gebeurt vanuit een in de grond aangebrachte sleuf, of twee bakstenen, waar de tiepel dwars overheen wordt gelegd. Als de tiepel op de grond terechtkomt, wordt de afstand van de gleuf tot het punt gemeten met behulp van de lange stok. Dit is het aantal punten dat wordt gehaald. 
Als de tiepel wordt opgevangen door de veldpartij wordt deze richting de gleuf gegooid. Raakt deze de sleuf (of valt deze erin) wordt gewisseld. Zo niet, wordt de afstand vanaf de nieuwe plek tot de gleuf gemeten voor een geringer aantal punten. Volgens andere regels geldt de slag niet als er gevangen wordt.
Het opslaan gebeurt op vier verschillende manieren, in opvolgende graad van moeilijkheid.
1. Bij de eerste slag wordt de tiepel dwars over de sleuf gelegd en met de lange stok weggeslagen.
2. Bij de tweede slag wordt de tiepel in de linkerhand gehouden en daarna weggeslagen.
3. Bij de derde slag wordt de tiepel in de rechterhand gehouden tegelijk met de lange. De tiepel wordt in de lucht gegooid en geslagen.
4. Bij de vierde slag wordt de tiepel vanuit de gleuf omhoog geslagen en daarna weggeslagen.

Als de slag mislukt, geldt dit als een ongeldige worp. Na drie ongeldige worpen wordt er gewisseld.
De regels kunnen per plaats verschillen. Zo kan er worden gewisseld na de vierde, gelukte slag of er kan worden doorgespeeld, waarbij men weer bij de eerste slag begint. Soms krijgt men ook punten voor een geslaagde opslag.

## Ter Laan
Ter Laan besteedt in het Nieuw Groninger Woordenboek bijna een gehele bladzijde aan het spel. Bij hem heet de korte stok de hond en hebben de slagen (hij noemt er vijf) elk een naam, die soms per streek verschilt:
| slag | namen                                                         | figuur |
| ---- | ------------------------------------------------------------- | --- |
| I    | tiepel, uskn (Oldambt), uut de koele (= uit de kuil) (Pekela) | uit de sleuf |
| II   | roakom (= raak hem), sloagn (Pekela)                          | hond in de linkerhand                                                                                                   |
| III  | snuier                                                        | beide stokken de rechterhand                                                                                            |
| IV   | eerappel (= aardappel), upwipm (= opwippen) (Pekela)          | opgooien en wegslaan |
| V    | Grunneger snippel, pink-pink (Westerkwartier)                 | op de over de gleuf liggende hond slaan, zodat deze opspringt en wegslaan (deze moeilijke slag mag twee keer mislukken) |

Ter Laan beschrijft ook een andere regel betreffende het vangen. De stok mag dan worden teruggegooid. Als deze in de gleuf komt moet er worden gewisseld. Zo niet, dan krijgt de slagpartij een aantal punten gemeten naar de plek waar de hond is terechtgekomen. Minder dus dan als de hond niet was gevangen.

## Foto's

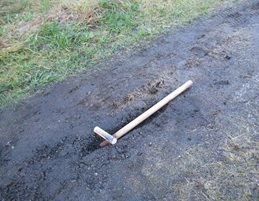
basisbenodigdheden
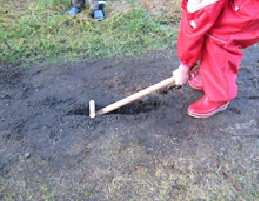
opwippen
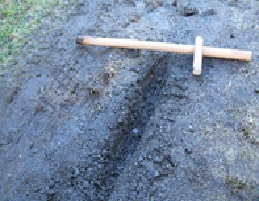
score bij opwippen
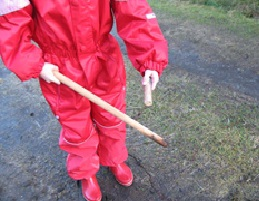
tweede slag
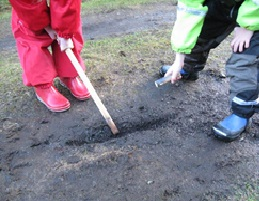
teruggooien

## Bron
- K. ter Laan, Nieuw Groninger Woordenboek, Groningen, 1929 (1980), blz. 1029